# Jerónimo de Vivar
Jerónimo de Vivar (* 1524 oder 1525 in Burgos; † nach 1558; auch Gerónimo de Bivar) war ein spanischer Chronist der Conquista.

## Leben
Über Vivars Leben ist wenig bekannt. Er wuchs in Spanien auf und kam spätestens 1547 nach Peru. Zwei Jahre später begleitete er Pedro de Valdivia, vermutlich als Landvermesser und/oder Schreiber, bei dessen Expeditionen nach Chile. 1552 war er Zeuge der Kämpfe gegen die Mapuche und wohnte der Gründung von Arauco sowie der von Valdivia bei. Von September bis Dezember 1553 nahm er an der Erkundungsfahrt des Kapitäns Francisco de Ulloa entlang der Küste bis zur Magellanstraße teil. Bei seiner Rückkehr nach Concepción erfuhr er vom Tod Pedro de Valdivias und wurde zusammen mit der Bevölkerung nach Santiago evakuiert. Dort schrieb er bis 1557 an seiner Chronik der Eroberung Chiles. Vermutlich kehrte er dann nach Spanien zurück.

## Die Crónica de Vivar
Jerónimo de Vivar ist Autor der Crónica y relación copiosa y verdadera de los reinos de Chile (1558). Es handelt sich um eines der wichtigsten Dokumente zur Conquista und eine zentrale Quelle für die Geschichte der Eroberung Chiles. Vivar beschrieb nicht nur die Ereignisse der Eroberung, sondern auch die Flora und Fauna sowie die Landschaften des Südwestens Südamerikas. Zudem beschrieb er minutiös die Sitten und Gebräuche der indigenen Völker, denen er begegnet war.

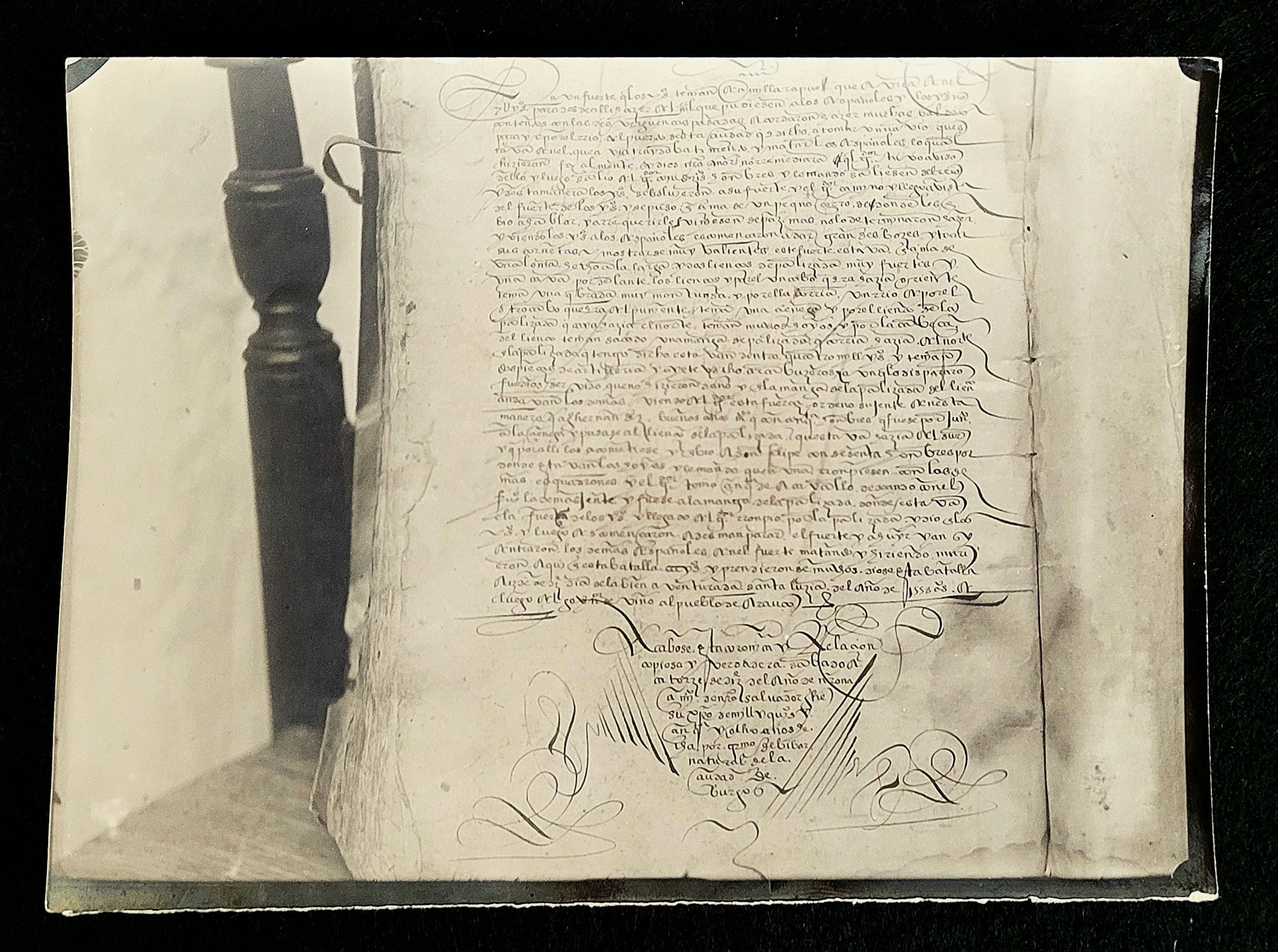
Foto der Cónica de Vivar nach deren Wiederentdeckung 1938

Vivars Manuskript wurde Anfang des 17. Jahrhunderts noch verschiedentlich zitiert, war dann aber während rund 300 Jahren verschollen, bevor es in den 1930er Jahren vom Historiker José Chocomeli Galán in Valencia wiederentdeckt wurde.  Heute ist es im Besitz der Newberry Library.

## Werke
Gerónimo de Vivar: Crónica y relación copiosa y verdadera de los Reinos de Chile (1558). Sáez-Godoy, Leopoldo (Hrsg.), Colloquium-Verlag, Berlin 1979, ISBN 3-7678-0462-X